# Рябиновка (Красноуфимский округ)
Рябиновка — деревня в Красноуфимском округе Свердловской области. Входит в состав Криулинского сельсовета.

## История
В «Списке населённых мест Российской империи» 1869 года населённый пункт упомянут как деревня Усть-Рябинов лог Красноуфимского уезда Пермской губернии, при реке Уфе, расположенная в 6 верстах от уездного города Красноуфимск. В деревне насчитывалось 57 дворов и проживало 42 человека (16 мужчин и 26 женщины).

## География
Деревня находится в юго-западной части области, на расстоянии 7 километров к юго-юго-западу (SSW) от города Красноуфимск, на левом берегу реки Уфа. Вдоль северной оконечности проходит железная дорога Москва — Казань — Свердловск.

## Население
| 2002 | 2010 | 2021 |
| ---- | ---- | ---- |
| 37   | ↘15  | ↗18  |

Согласно результатам переписи 2002 года, в национальной структуре населения русские составляли 65 %, татары — 27 %.

## Улицы
Уличная сеть деревни состоит из одной улицы (ул. Набережная).